# Marcq-et-Chevières
Marcq-et-Chevières est une ancienne et éphémère commune française, située dans le département des Ardennes en région Grand Est.
Elle est née de la fusion des deux communes de Marcq et de Chevières en 1828, puis démembrée en chacune de ses parties initiales en 1869. 

## Histoire
En 1828, il y eut en France, sous l'autorité de Charles X,  une grand mouvement de fusions, plus ou moins consenties, entre de petites communes. La fusion de ces deux communes procède de cette volonté.
Elle est démembrée en 1869 et les deux communes fusionnées sont rétablies.

### Les motifs & les causes
L'on peut supposer que les habitants des communes concernées n'étaient guère enthousiastes à cette fusion. Jacques Hussenet, Argonne: 1630-1980, éd. Cendrée, 1982, p. 25, prétend même que « En Argonne ardennaise, Bar et Harricourt ainsi que Marcq et Chevières, fusionnés par « persuasion » préfectorale en 1827-1828 lors d'une vague de regroupements, ont repris leur liberté en 1871 et l'ont gardée depuis. »

## Administration
| Période                                  | Période | Identité | Étiquette | Qualité |
| ---------------------------------------- | ------- | -------- | --------- | ------- |
| Les données manquantes sont à compléter. |         |          |           |         |
|                                          |         |          |           |         |

## Démographie
| 1831 | 1836 | 1841 | 1846 | 1851 | 1856 | 1861 | 1866 |
| ---- | ---- | ---- | ---- | ---- | ---- | ---- | ---- |
| 615  | 678  | 709  | 722  | 728  | lac. | lac. | 806  |